# Гордијан III
Марко Антоније Гордијан Пије (рођен 20. јануара 225. - умро 11. фебруара 244. године), познат као Гордијан III, био је римски цар од 238. до прве половине 244. године. Гордијан је био син Антоније Гордијане, ћерке Гордијана I и сестре Гордијана II и Јуниуса Балбуса, који је умро пре 238.
Након смрти цара Александра Севера у Могунтацијуму (савремени Мајнц), Максимин Трачанин је проглашен за цара, упркос противљењу сената, и већине народа. Деда и ујак Гордијана III, Гордијан I и Гордијан II прогласили су се за цареве у Африци. Управник Нумидије, Капелин, који је подржавао Максимина, угушио је покрет двојице Гордијана. Старији Гордијан је умро.
У међувремену, сенат је изабрао за цареве Пупијена и Балбина. Ови сенатори нису имали подршку у народу. Ипак, победили су Максимина Трачанина, углавном зато што је овога војска напустила. Заједничка владавина Пупијена и Балбина била је обележена устанцима, па и великим пожаром који је избио у Риму јуна 238. године. Коначно двојицу царева је убила преторијанска гарда. За цара је онда проглашен Гордијан III, на кога су рачунали још Пупијен и Балбин, давши му титулу цезара. У првим годинама његове власти, дошло је до устанка у Африци под вођством Сабинијана.
Како је Гордијан III био само дечак, праву власт су преузеле неке племићке фамилије и сенат. 241. Гордијан се оженио Сабином Транквилом, ћерком преторијанског префекта Тимеситеја. Он је убрзо постао de facto владар Римског царства.
Када су Персијанци под Шапуром I напали Месопотамију млади цар је кренуо на Исток. Персијанци су одбачени преко Еуфрата и побеђени 243. године. Али, онда је његов таст умро под неразјашњеним околностима. Без Тиместеја сигурност цара је доведена у питање.
Филип Арабљанин постао је нови преторијански префект и ратни поход је настављен. Почетком 244. Персијанци су кренули у противнапад и код Фалуџе поразили Римљане. Гордијан III је погинуо: то се догодило између 13. јануара и пре 14. марта те године. Наследио га је Филип Арабљанин, за кога се понекад мисли да је организовао убиство Гордијана III.
Гордијан је касније био веома поштован међу Римљанима. После смрти је деификован, како би се избегле народни устанци.